# Siempre aquí en Español
Siempre aquí en Español è un album di Claudio Baglioni pubblicato nel mercato spagnolo nel 2006.
La raccolta comprende dieci brani celebri del cantautore, reinterpretati per la prima volta in spagnolo, con l’eccezione di Mil días de ti y de mí (versione spagnola di Mille giorni di te e di me), già presente nell’edizione spagnola dell’album Oltre (1991). Come traccia bonus, è incluso il remix del brano Sabado por la tarde, pubblicato negli anni ’70. 
Nel 2006 Siempre aquí arriva al primo posto nelle classifiche nazionali segnando il ritorno di Baglioni nel paese dopo il successo della raccolta Todo Baglioni del 2005 contenente i suoi più grandi successi in spagnolo che dà il via al concerto realizzato a Madrid l'11 luglio 2005 che celebrava i 30 anni dalla sua prima pubblicazione in Spagna con Sabado por la tarde (1975). Baglioni ha mantenuto un legame costante con il pubblico spagnolo, anche dopo il successo degli anni ‘70, grazie alla distribuzione europea dei suoi dischi, tra cui Alé Oó (1982) , Claudio Baglioni (1985)  e Oltre (1991), quest’ultimo con una versione speciale per la Spagna contenente alcuni brani in spagnolo. Pur non pubblicando nuovi album all’estero negli anni ’90, ha continuato a esibirsi dal vivo; nel 1991 si esibì a Tosa de Mar, nel 1992 cantò ospite a Siviglia, nel 1994 presenziò invece ospite d'onore al Festival de Viña.

## Descrizione
Baglioni torna dunque con un album ufficiale in Spagna dopo 15 anni, l’ultima volta fu nel 1991 per la versione spagnola del disco Oltre che presenta dieci brani - invece dei venti brani della versione originale italiana - della quale però solo quattro sono tradotti in spagnolo, Oltre viene pubblicato anche in una versione per l’Europa sempre con dieci brani, ma tutti in versione originale italiana.
L'album del 2006 quindi presenta per la prima volta dopo tanto tempo tutti i brani in spagnolo, anche brani pubblicati negli anni precedenti nel paese iberico in versione originale italiana che vengono registrati da zero nella lingua del paese fornendo una versione inedita come nel caso dei brani La vita è adesso e Strada facendo presenti nel disco Claudio Baglioni che presentava tutti i brani degli anni '80 del cantautore in versione originale, perché appunto mirato all'intero mercato europeo e non solo spagnolo. L’ultima volta in cui Baglioni si presentò con un disco esclusivamente per la Spagna - e con tutti i brani in spagnolo - risale agli anni '70 dove ricantava tutti gli album in spagnolo come nel caso di Solo del 1977,  Un pequeño gran amor nonché versione spagnola dell'intero disco Questo piccolo grande amore del 1972, pubblicata in Spagna nel 1978, Un poco màs del 1979, versione in spagnolo del disco uscito l'anno prima E tu come stai, che riscuote un grande successo, e soprattutto con l'album di debutto nel paese iberico: Sabato Por La Tarde del 1975, dove ricanta in spagnolo i suoi successi tra il 1969 e il 1975.

## Tracce
1. Yo sigo aquí
2. Todo en un abrazo
3. Nadie como tú
4. Verás
5. Me iría
6. Tenme junto a ti
7. La vida es ahora
8. Mil días de ti y de mí
9. Por el camino
10. Siempre aquí
11. Sábado por la tarde (2006 remix)

- Testi: Claudio Baglioni
- Musiche: Claudio Baglioni
- Arrangiamenti: Claudio Baglioni